# Aegilops mutica
Aegilops mutica är en gräsart som beskrevs av Pierre Edmond Boissier. Aegilops mutica ingår i släktet bockveten, och familjen gräs. Utöver nominatformen finns också underarten A. m. loliacea.